# Triaenodes marginatus
Triaenodes marginatus là một loài Trichoptera trong họ Leptoceridae. Chúng phân bố ở miền Tân bắc.